# Камышенка (Курская область)
Камышенка — село в Мантуровском районе Курской области России. Входит в состав Ястребовского сельсовета.

## География
Камышенка расположена в восточной части Мантуровского района. Рядом с селом расположен пруд и протекает река Стуженёк.

## История
До 2010 года Камышенка входила в состав Крутоверховского сельсовета. Согласно Закону Курской области от 26 апреля 2010 года № 26-ЗКО входит в укрупненный Ястребовский сельсовет.

## Население
| 2002 | 2010 |
| ---- | ---- |
| 75   | ↘46  |

## Инфраструктура
Личное подсобное хозяйство.

## Транспорт
Автодорога.